# Hydraena angustata
Hydraena angustata är en skalbaggsart som beskrevs av Sturm 1836. Hydraena angustata ingår i släktet Hydraena och familjen vattenbrynsbaggar. Inga underarter finns listade i Catalogue of Life.